# البيعة المشروطة
البيعة المشروطة كانت رسم البيعة من مدينة فاس المغربية لعبد الحفيظ ابن الحسن فاتح ذي الحجة 1325 الموافق 5 يناير 1908 والتي رأى علماء فاس وفي صدارتهم محمد ابن عبد الكبير الكتاني أن تتضمن شروطا تتعلق باستشارة الأمة في المسائل الكبرى ومواصلة الجهاد دفاعا عن استقلال المغرب. جاءت بيعة السلطان عبد الحفيظ عقب الحركة الحفيظية فيما خيضت حرب أهلية انتهت بخلع السلطان عبد العزيز وتولي عبد الحفيظ للخلافة.

## شروط
- ويسعى جهده في رفع ما أضر بهم من الشروط الحادثة في الخزيرات حيث لم توافق الأمّة عليها ولا سلّمتها ولا رضيت بأمانة من كان يباشرها ولا علم لها بتسليم شيء منها.
- وأن يعمل وسعه في استرجاع الجهاد المأخوذة من الحدود المغربية.
- وأن يباشر إخراج الجنس المحتل من المدينتين اللتين احتل بهما ويزيّن صحيفته الطاهرة بحسنة استخلاصهما.
- وأن يستخير الله في تطهير رعيّته من دنس الحمايات.
- والتنزيه من اتّباع إشارة الجانب في أمور الأمّة لمحاشاة همّته الشريفة عن كلّ ما يخل بالحرمة. وإن دعت الضرورة إلى اتّحاد أو تعاضد فليكن مع إخواننا المسلمين كآل عثمان وأمثالهم من بقية الممالك الإسلامية المستقلّة.
- وإذا عرض ما يوجب مفاوضة مع الأجانب في أمور سلمية أو تجارية فلا يبرم أمرا منها إلا بعد الصدع به للأمّة كما كان يفعله سيدنا المقدّس الحافظ للذمة حتى يقع الرضى منها بما لا يقدح في دينها ولا في عوائدها ولا في استقلال سلطانها.
- وأن يوجه أيده الله وجهته الشريفة لاتخاذ وسائل الاستعداد للمدافعة عن البلاد والعباد لأنها أهم ما تصرف فيه الذخائر والجبايات وأوجب ما يقدّم في البدايات والنهايات. وأن يقرّ بفضله العيون والنفوس برفع ضرر المكوس.
- ويحقق رجاء خدّامه وكافة رعاياه بالذب عن حرماتهم ودمائهم وأموالهم وأعراضهم وصيانة دينهم وحياطة حقوقهم. -وتجديد معالم الإسلام وشعائره بزيادة نشر العلم وتقويم الوظائف والمساجد وإجراء الأحباس على عملها القديم.
- وانتخاب أهل الصلاح والمروءة والورع للمناصب الدينية.
- وترك ما أحدث من الجمع المستلزم لاستبداد الرؤساء بتنفيذ مراداتهم في القضايا والأغراض لما تحقق والحمد لله من كمال أوصاف مولانا الإمام واعتماد المسلمين على كفايته في الأمر الخاص والعام فهو أيده الله العضب الكافي ورأيه العلاج الشافي.

- ومما يقتضيه حسن سيرته وكمال وفائه جميل الصنع بشريف القرابة وتقريب الصالحين واعتبار مقادير الأشراف وأهل العلم والدين وإقرار ذوي الحرمة على ما عهد لهم من المبرات والاحترام وظهائر الملوك الكرام وإبعاد الطالحين وإخساء المفترين والواشين ومعاملة المؤمنين بما تعودوه منه ومن أسلافه المقدّسين من إيثار العفو والحلم والرفق والأناة وتجديد مآثر الخير في حالة العز والثبات.